# François-Joseph Manèque
François-Joseph Manèque (Bréry, 24 novembre 1808 – ...) è stato un generale francese.

## Biografia
Entrato a Saint-Cyr nel 1825, uscì col grado di sottotenente nel 1827 e capitano nel 1838. Partecipò alla Campagna di Morea nel 1828 e 1829 e alla guerra di Crimea nel 1855 col grado di colonnello. Venne elogiato per il suo valore dopo la battaglia di Solferino del 24 giugno 1859, al comando della sua brigata, nella 2ª divisione del generale Camou. Venne promosso sul campo a generale di divisione.